# Acalypha volkensii
Acalypha volkensii är en törelväxtart som beskrevs av Ferdinand Albin Pax. Acalypha volkensii ingår i släktet akalyfor, och familjen törelväxter. Inga underarter finns listade i Catalogue of Life.